# Gentianella livonica
Gentianella livonica là một loài thực vật có hoa trong họ Long đởm. Loài này được Soó mô tả khoa học đầu tiên.